# Thank You (album de Duran Duran)
Pour les articles homonymes, voir Thank You.
Albums de Duran Duran
Duran Duran
(1993) Medazzaland
(1997)
Singles
1. Perfect Day
Sortie : 25 mars 1995
2. White Lines
Sortie : 1er juillet 1995
3. Lay Lady Lay
Sortie : 1995 (Italie seulement)

Thank You est le 8e album studio de Duran Duran, sorti en 1995. C'est un album entièrement composé de reprises de groupes ou chanteurs ayant inspiré Duran Duran.

## Historique
Après un retour sur le devant de la scène avec le Wedding Album, son tube Ordinary World et sa tournée mondiale Dilate Your Mind (1994), le groupe décide paradoxalement d'enregistrer un album de reprises. Cela s'explique à l'époque par les autres engagements des membres du groupe : le bassiste John Taylor pense à reformer The Power Station, le guitariste Warren Cuccurullo prépare un album solo alors que le chanteur Simon Le Bon développe le projet the Lead Singer's Club avec Bono de U2 et Michael Hutchence de INXS. Faute de temps et d'inspiration, cela permet de faire un album rapidement et par ailleurs de rendre hommage à leurs idoles des années 1960 et 1970.
Par le passé, le groupe avait déjà fait des reprises, comme Fame de David Bowie en face B de Careless Memories en 1981 ou Femme Fatale du Velvet Underground sur Duran Duran.
Si le groupe reprend certains artistes des années 60 et 70 comme Lou Reed, Bob Dylan ou Elvis Costello, Duran Duran se tourne également vers le rap avec White Lines (Don't Do It) de Melle Mel et 911 Is a Joke (en) de Public Enemy.
Le groupe fait par ailleurs une reprise d'une de ses propres chansons. En effet, la 9e piste de cet album, intitulée Drive by est une version alternative de The Chauffeur, présente sur l'album Rio sorti en 1982.

## Critique
L'album n'a majoritairement pas été bien perçu par les critiques qui ont vu d'un mauvais œil l'idée de Duran Duran. Cependant, les artistes concernés par les reprises n'ont manifesté aucune animosité à l'encontre du groupe, à l'instar de Lou Reed, qui a déclaré que la reprise de son tube Perfect Day était la meilleure qui ait été faite à ce jour. Quelque temps plus tard, il précisera « Quand j'ai dit que c'est mieux que ma version, c'est mieux en termes de pop. La mienne n'est pas, je suppose, ce que l'on appelle de la pop ».
Dans Rock & Folk, Philippe Manœuvre décrit les membres groupe comme « de sales mômes égoïstes et fumistes » qui produisent « une discographie dispensable ».
En 2000, le chanteur Simon Le Bon s'exprime sur l'album dans Start Up et déclare notamment : « Il y a un truc que je ne referais pas et qui s'est passé dans les années 1990. Sur Thank You, l'album de reprises, je ne laisserais plus John m'obliger à chanter Ball of Confusion. Je savais que je n'étais pas capable de la chanter correctement. Il a insisté et à la minute où j'ai entendu le résultat, j'ai su que c'était complètement foiré ».
En 2006, le magazine britannique Q place Thank You à la première position du classement « Worst Album Ever » (« pire album de tous les temps »). Deux ans plus tard, dans ce même magazine, Nick Rhodes est plutôt ironique : « Quand nous avons découvert que Q l'avait désigné “Pire album de tous les temps”, nous avons éclaté en larmes. Des larmes de rire. Je veux dire, nous aimons réagir. On préfère être complètement démolis plutôt qu'être perçus comme un groupe médiocre. Nous n'avons pas peur des risques. C'est peut-être notre atout et notre défaut à la fois ». Dans la même interview, John Taylor s'excuse : « Cet album, c'était mon idée. Je crois qu'on ne m'a jamais autoriser à oublier ça. Nous sommes habitués à rendre la presse sceptique, et plus particulièrement l'intelligentsia, mais là nous avons été descendus en flammes. Mangés tout cru ! »

## Liste des titres
| No  | Titre                         | Auteur                                             | Artistes d'origine       | Durée |
| --- | ----------------------------- | -------------------------------------------------- | ------------------------ | ----- |
| 1.  | White Lines                   | Melvin Glover, Sylvia Robinson                     | Melle Mel                | 5:31  |
| 2.  | I Want to Take You Higher     | Sylvester Stewart                                  | Sly and the Family Stone | 5:06  |
| 3.  | Perfect Day                   | Lou Reed                                           | Lou Reed                 | 3:51  |
| 4.  | Watching the Detectives       | Elvis Costello                                     | Elvis Costello           | 4:48  |
| 5.  | Lay Lady Lay                  | Bob Dylan                                          | Bob Dylan                | 3:53  |
| 6.  | 911 Is a Joke                 | Flavor Flav, Keith Shocklee, Eric "Vietnam" Sadler | Public Enemy             | 3:59  |
| 7.  | Success                       | Iggy Pop, David Bowie, Ricky Gardner               | Iggy Pop                 | 4:05  |
| 8.  | The Crystal Ship              | Jim Morrison                                       | The Doors                | 2:52  |
| 9.  | Ball of Confusion             | Barrett Strong, Norman Whitfield                   | The Temptations          | 3:46  |
| 10. | Thank You                     | Jimmy Page, Robert Plant                           | Led Zeppelin             | 6:36  |
| 11. | Drive By                      | Duran Duran                                        | Duran Duran              | 5:34  |
| 12. | I Wanna Take You Higher Again | Sylvester Stewart                                  | Sly and the Family Stone | 4:25  |

| 13. | Diamond Dogs | David Bowie | David Bowie                   | 6:10 |
| 14. | Femme Fatale | Lou Reed    | The Velvet Underground & Nico | 4:22 |

## Classements
L'album se classe à la 12e place du UK Albums Chart et à la 19e du Billboard 200.

## Crédits
Duran Duran
- Simon Le Bon : chant
- Nick Rhodes : claviers
- John Taylor : basse
- Warren Cuccurullo : guitare

Autres
- Steve Ferrone : batterie sur White Lines et Crystal Ship
- Terry Bozzio : batterie sur Success, Thank You et Drive By
- Tony Thompson : batterie sur I Wanna Take You Higher
- Roger Taylor : batterie sur Perfect Day et Watching the Detectives
- Abe Laboriel Jr. : batterie sur Lay Lady Lay et I Wanna Take You Higher Again
- Anthony J. Resta : batterie sur White Lines, Lay Lady Lay, 911 Is a Joke, Ball of Confusion et I Wanna Take You Higher Again
- Grandmaster Flash & the Furious Five : chœurs sur White Lines et I Wanna Take You Higher
- Grandmaster Melle Mel : chœurs et rap sur White Lines
- Lamya : chœurs sur White Lines, I Wanna Take You Higher et Drive By
- Curtis King : chœurs sur I Wanna Take You Higher
- Tessa Niles : chœurs sur Perfect Day et Watching the Detectives
- Maxanne Lewis : chœurs sur Ball of Confusion
- Flo & Eddie : chœurs sur Success
- Lee Oskar : harmonica sur Watching the Detectives et I Wanna Take You Higher
- Jonathan Elias : synthétiseur Moog sur Crystal Ship
- Bruce Dukov : violon
- Ron Folsom, Armen Garabedian, Henry Ferber, Berj Garabedian, Joy Lyle, Michelle Kikuchi-Richards, Maria Newman : violons
- Pamela Goldsmith, Scott Haupert : alto
- Suzi Katayama : violoncelle
- John Jones : producteur (titres 5, 12), ingénieur du son
- Ken Scott, Tony Taverner, Avril McCintosh, Steve Churchyard : ingénieurs du son
- Anthoy J. Resta, Bob St. John, David Richards, Jason Corsaro, Tim Palmer : mixage
- Anthoy J. Resta, Bob St. John, Mark Tinley, John Jones : production additionnelle
- Tim Young : mastering